# ボルケーノ
『ボルケーノ』（Volcano）は、1997年公開のアメリカ合衆国の映画。

## 概要
本作はカリフォルニア州緊急事態管理局局長の男性を主人公に、大都市の中心部で発生した火山噴火と、それに伴う溶岩流に立ち向かう人々の姿を描くパニック映画である。
プレス向け資料によれば、脚本のアイデアは雑誌『サイエンティフィック・アメリカン』に掲載されたロサンゼルスの火山活動の危険性を示唆した記事から生まれたほか、舞台の1つであるウィルシャー通りを再現したセットは長さ400メートル以上にもなったという。

## ストーリー
アメリカ合衆国西部カリフォルニア州最大の都市であるロサンゼルスにおいて、人々は日々の生活を送っていた。しかし、この場所は環太平洋造山帯の一部で活発な地殻変動が続く地域としても知られている。よく晴れたある日、ロサンゼルスに突如、中規模の地震が発生した。地震が収まった後、地下水道にて作業員が謎の焼死を遂げたことに不審を抱いた仕事中毒の緊急事態管理局局長マイク・ロークが地下へ潜って調査を開始すると、コンクリートの裂け目から高温の蒸気が噴き出していたことが判明する。だが、その直後に再び地震が起こり、同時に裂け目が明るく光り出して強烈な熱風を吹き上げ、マイクたちに襲いかかってきた。間一髪で脱出したマイクは、事の異常さを悟る。そんな中、マッカーサー公園にある池の水温の異常上昇が発見されるなど、ロサンゼルスではさらなる異常が発生していく。
翌日の明け方には大地震が起こり、ロサンゼルス各地で停電が発生した。マイクが娘のケリーと共に車で危機管理局へ向かう途中、突如マンホールから蒸気が噴き出したうえ、ラ・ブレア・タールピット付近から黒煙が噴き出し、そこから火の玉がいくつも街の建物へ落ちて爆発しては、各所で火の手が上がっていく。消防車が駆け付けて消火作業にあたり、マイクもケリーを車に残して偶然通りかかったジェイ・コールドウェイ医師と共に負傷者の救出に奔走する中、それまで断続的に起こっていた蒸気の噴出が止まり、一瞬の静けさが街を覆う。その直後に再び地震が起こり始め、池が爆発してそれに伴う空振でビルのガラスが一斉に砕け散り、辛くも身を守ったマイクは、池から煮えたぎる溶岩が噴き出す光景を目の当たりにする。アメリカ地質調査所からもロサンゼルスで火山噴火が起きたと発表され、火口からウィルシャー通りに流れ出した溶岩がケリーの乗る車に迫る。車から出るも足がすくんで逃げられないケリーのもとへまもなく火山弾が落ち、そこから飛び散った溶岩によって彼女は足に火傷を負ってしまう。マイクはケリーの足を消火して彼女を抱き抱えて、溶岩に呑み込まれつつある車の上に飛び乗り、そこからの決死の大ジャンプを経てひとまずその場を逃れるが、溶岩流によって街は猛炎に包まれ、それらによる犠牲者は膨らむ一方だった。ケリーをジェイに託したマイクは、合流した火山学者のエイミー・バーンズと共に溶岩との戦いに挑む。
エイミーの助言を受けたマイクは、溶岩流を何らかの障害物で一旦せき止め、そこへ空と陸から大量の水を注ぎ込むことで冷え固まらせるという対策を提案する。警察署や消防署をはじめ街中の人々は立場や人種を越えて力を合わせ、車やベンチやアスファルトなどの瓦礫を掘り返して一時的な堤防を築き上げながら溶岩流を食い止めつつ、土木会社のKレイルを何枚も用いてそれを倒れないように消防車で寄せ合い、高さ2メートルの堤防を作り上げた。やがて、多量の水を搭載したヘリコプターが何機も上空に現れたのを見たマイクは溶岩へ大量の放水を開始させ、ヘリからも放水が開始される。夜明けまでかかったがようやく溶岩は黒く冷え固まり、流れを止めた。その様子を見た人々と共にマイクは作戦の成功に喜ぶが、そこへ途中から別行動を取っていたエイミーからの連絡が入る。それによると、本当の噴火はまだこれからであり、ロサンゼルス地下鉄レッドラインの路線内、つまり地下トンネル内を流れていた溶岩が、その終点であるケリーを預けたシーダーズ病院付近で噴出する見込みだという。
エイミーと共に病院へ急行したマイクは、地形から溶岩が確実に病院の方向へ流れることを知る。また、トンネル内を流れていた溶岩は冷やされず高温で流動性が高い分だけ高速で流れていたため、病院付近で噴火するまでの残り時間は30分も無く、病院にいる大人数のスタッフや患者をその時間以内に全員逃がすことは不可能という、絶体絶命の状況に追い込まれてしまう。しかし、後ろに巨大なコンクリートビルがあることに気付いたマイクは、それらを爆破して倒すことによってこちらにも堤防を作り、なおかつ爆薬で巨大な溝を作ることによって溶岩流をバロナ運河に向かわせ、太平洋へ誘導するという対策を提案する。さまざまな計算や設置場所など、先ほどの堤防以上に無謀な賭けではあったが、マイクの提案に賛同した人々は行動を開始する。まもなく、病院の下にまで達した溶岩は噴火し始めるが、人々の協力に加えて身を挺した者たちの尊い犠牲も重なり、作戦は成功する。コンクリートビルは噴火地点と人々の間に倒れ込んで間一髪人々を守ったうえ、溶岩流は爆破によって開いた溝から運河を流れて無事に太平洋へ到達する。それとほぼ同時に火山噴火は終息に向かい始め、溶岩の流出も衰えていく。作戦を終えたマイクはエイミーと称賛し合いながら、直後に来た部下に事後処理を頼むと、エイミーの乗る車にケリーと共に乗り込んで帰って行った。なお、今回ロサンゼルスに新たに出現した火山は、作中において活火山「Mount Wilshire」と命名された。

## 登場人物
マイク・ローク
演 - トミー・リー・ジョーンズ
緊急事態管理局局長。妻とは離婚している。
エイミー・バーンズ
演 - アン・ヘッシュ
火山学者。知識を用いて周囲に助言してサポートする。
ケリー・ローク
演 - ギャビー・ホフマン
マイクの娘。13歳。
エミット・リース
演 - ドン・チードル
管理局の局員。明るい性格だが少し不謹慎。
ジェイ・カルダー
演 - ジャクリーン・キム
アジア系女性医師。判断能力に優れている。
ノーマン・カルダー
演 - ジョン・コーベット
ジェイの恋人。施工主。
スタン・オルバー
演 - ジョン・キャロル・リンチ
工事現場の責任者。被災者を助けるために犠牲になり死亡する。

## キャスト
| 役名                 | 俳優                     | 日本語吹替 | 日本語吹替 |
| 役名                 | 俳優                     | ソフト版 | テレビ朝日版 |
| -------------------- | ------------------------ | --- | --- |
| マイク・ローク       | トミー・リー・ジョーンズ | 菅生隆之 | 小林清志 |
| エイミー・バーンズ   | アン・ヘッシュ           | 山像かおり | 田中敦子 |
| ケリー・ローク       | ギャビー・ホフマン       | 小林さやか | 小島幸子 |
| エミット・リース     | ドン・チードル           | 檀臣幸 | 森川智之 |
| ジェイ・カルダー     | ジャクリーン・キム       | 沢海陽子 | 渡辺美佐 |
| エド・フォックス     | キース・デイヴィッド     | 手塚秀彰 | 菅原正志 |
| ノーマン・カルダー   | ジョン・コーベット       | 後藤敦 | 森田順平 |
| ゲイター・ハリス     | マイケル・リスポリ       | 相沢正輝 | 乃村健次 |
| スタン・オルバー     | ジョン・キャロル・リンチ | 福田信昭 | 福田信昭 |
| その他               |                          | 叶木翔子 伊藤和晃 田原アルノ 安井邦彦 古澤徹 吉田孝 石井隆夫 柳沢栄治 大坂史子 金子由之 鈴木勝美 小野美幸 林佳代子 定岡小百合 梅田貴公美 鳥畑洋人 | 遠藤純一 唐沢潤 沢海陽子 村治学 長島雄一 小島敏彦 大木民夫 楠見尚己 稲葉実 星野充昭 伊藤和晃 中澤やよい 岩崎ひろし 辻親八 大川透 石塚理恵 北條文栄 速見圭 湯屋敦子 込山順子 吉田孝 鈴木正和 水島大宙 小暮英麻 浅井清己 |
| 日本語版制作スタッフ |                          | | |
| 演出                 |                          | 蕨南勝之 | 佐藤敏夫 |
| 翻訳                 |                          | 税田春介 | 平田勝茂 |
| 調整                 |                          | | 山田太平 |
| 効果                 |                          | | リレーション |
| 制作                 |                          | プロセンスタジオ | ムービーテレビジョン |

- テレビ朝日版：初回放送2000年7月16日『日曜洋画劇場』21:00-22:54 ※BDに収録（約101分）。

## 評価
日本の評論家・著述家である真鍋厚が日刊SPA!に掲載したレビューでは、「荒唐無稽な話だが、危機管理の観点から参考になる点は多い」と評されている。また、2015年にニューヨーク誌のオンラインサイト「Vulture」が発表した「映画史に残るパニック映画」では、第16位を記録した。